# ورم شائكي غدي
ورم شائكي غدِّي هو ورمٌ خبيثٌ من الخلايا الحرشفية التي تتمايزُ من الخلايا الطلائية. قد يحدثُ في بطانة الرحم والفم والأمعاء الغليظة.

## العلاج
إذا كان الورم محددًا جيدًا، فإنَّ العلاج يتضمن عادةً استئصال الرحم والعلاج الإشعاعي. قد يتغير العلاج اعتمادًا على مدى انتشار الورم.

## المآل
يعتمدُ مآل الحالة على وجود ووفرة الخلايا الغديَّة.[بحاجة لمصدر] يتحسن المآل إذا كان الورم محددًا جيدًا.

## الانتشار
حسب علم الوبائيات، فإنَّ الحالة ترتبط مع العلاج باستخدام الهرمونات البديلة (الإستروجين). يكون الخطر أعلى لدى النساء البيض مقارنة بالأعراق الأخرى، والإصابة، والانتشار، والتوزيع العمري، ونسبة الجنس.